# Jimmy Armfield
James Christopher „Jimmy“ Armfield (21. září 1935, Denton, Spojené království – 22. ledna 2018, Blackpool) byl anglický fotbalista, legenda klubu Blackpool FC. Nastupoval především na postu krajního obránce.
S anglickou reprezentací vyhrál mistrovství světa roku 1966, byť na závěrečném turnaji do bojů nezasáhl. Zúčastnil se i mistrovství světa v Chile roku 1962. Celkem za národní tým odehrál 43 utkání.
Celou svou fotbalovou kariéru (1954–1971) strávil v Blackpoolu. V anglické nejvyšší soutěži dosáhl nejlepšího výsledku v sezóně 1955/56, kdy s Blackpoolem obsadil druhou příčku.